# Mirabilis
Mirabilis és un gènere de plantes perennes herbàcies de la família Nyctaginaceae. Hi ha al voltant de 50 espècies, que es troben en les regions més càlides del continent americà. L'espècie més popular n'és flor de nit (Mirabilis jalapa), també anomenat mirabjà, santjonans etc. i també la Mirabilis longiflora.
Típicament posseeixen arrels tuberoses, el que els permet sobreviure durant les estacions seques i fredes. Les flors, de pètals fusionats que formen una gola profunda i petita, són sovint fragants. De totes les espècies, almenys tres d'elles es conreen en jardins com plantes ornamentals o aliment: Mirabilis expansa. Poden tractar-se com cultius anuals.

## Taxonomia
El gènere Mirabilis conté les espècies següents:
- Mirabilis aggregata (Ortega) Cav.
- Mirabilis albida (Walter) Heimerl
- Mirabilis alipes (S. Watson) Pilz
- Mirabilis austrotexana B.L. Turner
- Mirabilis campanulata Heimerl
- Mirabilis ciliatifolia (Weath.) Standl.
- Mirabilis coccinea (Torr.) Benth. & Hook. f.
- Mirabilis donahooiana Le Duc
- Mirabilis elegans (Choisy) Heimerl
- Mirabilis expansa (Ruiz & Pav.) Standl.
- Mirabilis gigantea (Standl.) Shinners
- Mirabilis glabra (S. Watson) Standl.
- Mirabilis glabrifolia (Ortega) I.M. Johnst.
- Mirabilis glandulosa (Standl.) W.A. Weber
- Mirabilis gracilis (Standl.) Le Duc
- Mirabilis grandiflora (Standl.) Standl.
- Mirabilis greenei S. Watson
- Mirabilis hintoniorum Le Duc
- Mirabilis hirsuta (Nutt.) MacMill.
- Mirabilis intercedens Heimerl
- Mirabilis jalapa L. o flor de nit
- Mirabilis laevis (Benth.) Curran
- Mirabilis latifolia (A. Gray) Diggs, Lipscomb & O'Kennon
- Mirabilis linearis (Pursh) Heimerl
- Mirabilis longiflora L.
- Mirabilis longipes (Standl.) Standl.
- Mirabilis melanotricha (Standl.) Spellenb.
- Mirabilis microchlamydea (Standl.) Standl.
- Mirabilis multiflora(Torr.) A. Gray
- Mirabilis nesomii B.L. Turner
- Mirabilis odorata L.
- Mirabilis oligantha (Standl.) Standl.
- Mirabilis ovata (Ruiz & Pav.) Meigen
- Mirabilis oxybaphoides (A. Gray) A. Gray
- Mirabilis polonii Le Duc
- Mirabilis polyphylla (Standl.) Standl.
- Mirabilis pringleiWeath.
- Mirabilis prostrata (Ruiz & Pav.) Heimerl
- Mirabilis rotundifolia (Greene) Standl.
- Mirabilis russellii Le Duc
- Mirabilis sanguinea Heimerl
- Mirabilis suffruticosa (Standl.) Standl.
- Mirabilis tenuiloba S. Watson
- Mirabilis texensis (J.M. Coult.) B.L. Turner
- Mirabilis triflora Benth.
- Mirabilis urbani Heimerl
- Mirabilis violacea (L.) Heimerl
- Mirabilis viscosa Cav.
- Mirabilis weberbaueri Heimerl
- Mirabilis wrightiana A. Gray ex Britton & Kearney